# Narvskaïa (métro de Saint-Pétersbourg)
Narvskaïa (en russe : На́рвская) est une station de la ligne 1 du Métro de Saint-Pétersbourg. en Russie. Elle est située dans le raïon Kirov, de Saint-Pétersbourg en Russie.
Mise en service en 1955, elle est desservie par les rames de la ligne 1 du métro de Saint-Pétersbourg.

## Situation sur le réseau

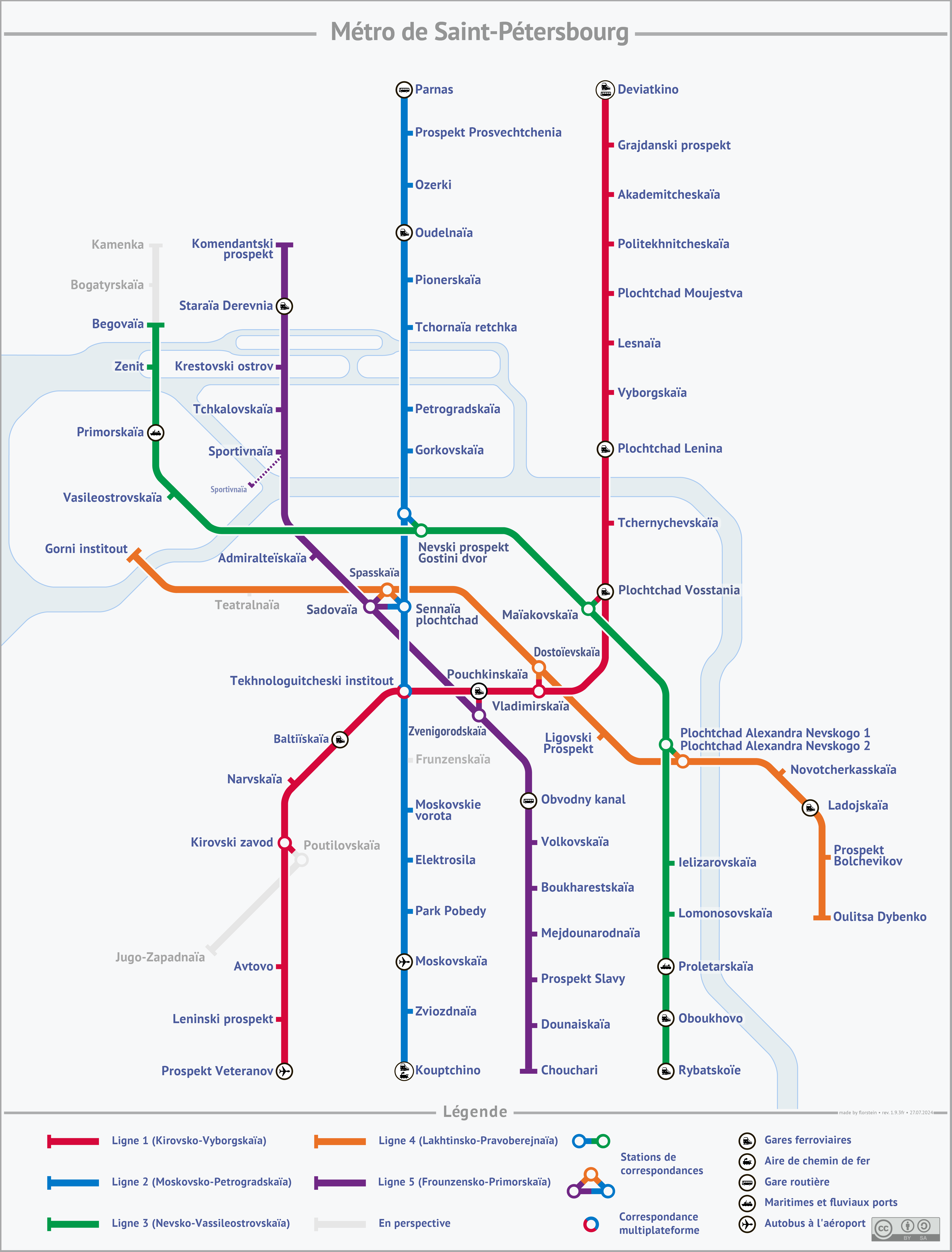
Plan du métro.

Établie en souterrain, à 52 mètres de profondeur, Narvskaïa est une station de passage de la ligne 1 du métro de Saint-Pétersbourg. Elle est située entre la station Baltiïskaïa, en direction du terminus nord Deviatkino, et la station Kirovski zavod, en direction du terminus sud Prospekt Veteranov.
La station dispose d'un quai central encadré par les deux voies de la ligne,.

## Histoire
La station Narvskaïa est mise en service le 15 novembre 1955, lors de l'ouverture à l'exploitation de la section de Avtovo à Plochtchad Vosstania,. Elle est nommée en référence au quartier, à la place (renommée depuis) et à l'Arc de triomphe de Narva.

## Services aux voyageurs

### Accès et accueil
Elle dispose, en surface, d'un pavillon d'accès en relation avec le nord du quai par un tunnel en pente équipé de escaliers mécaniques,.

Installations
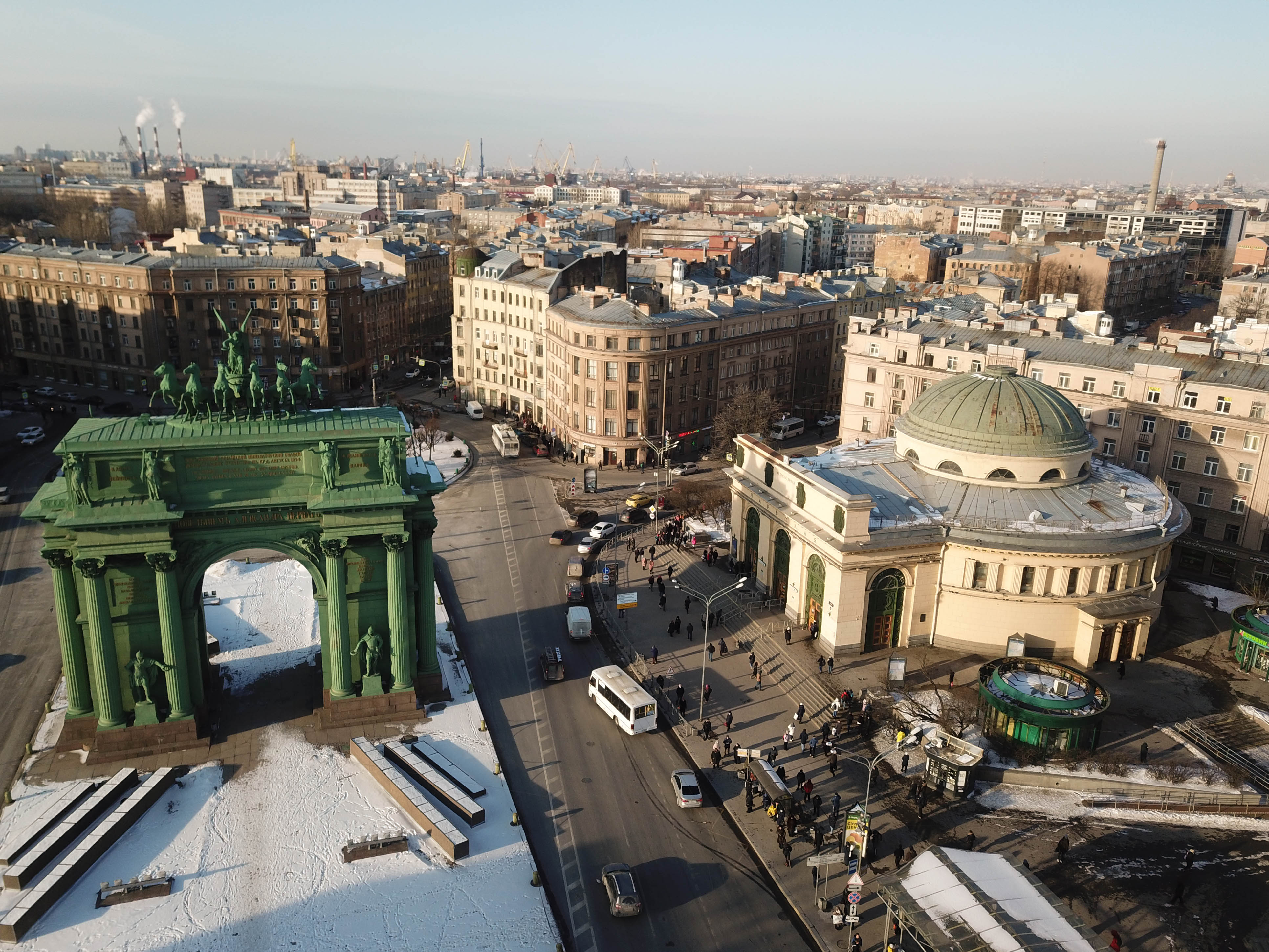
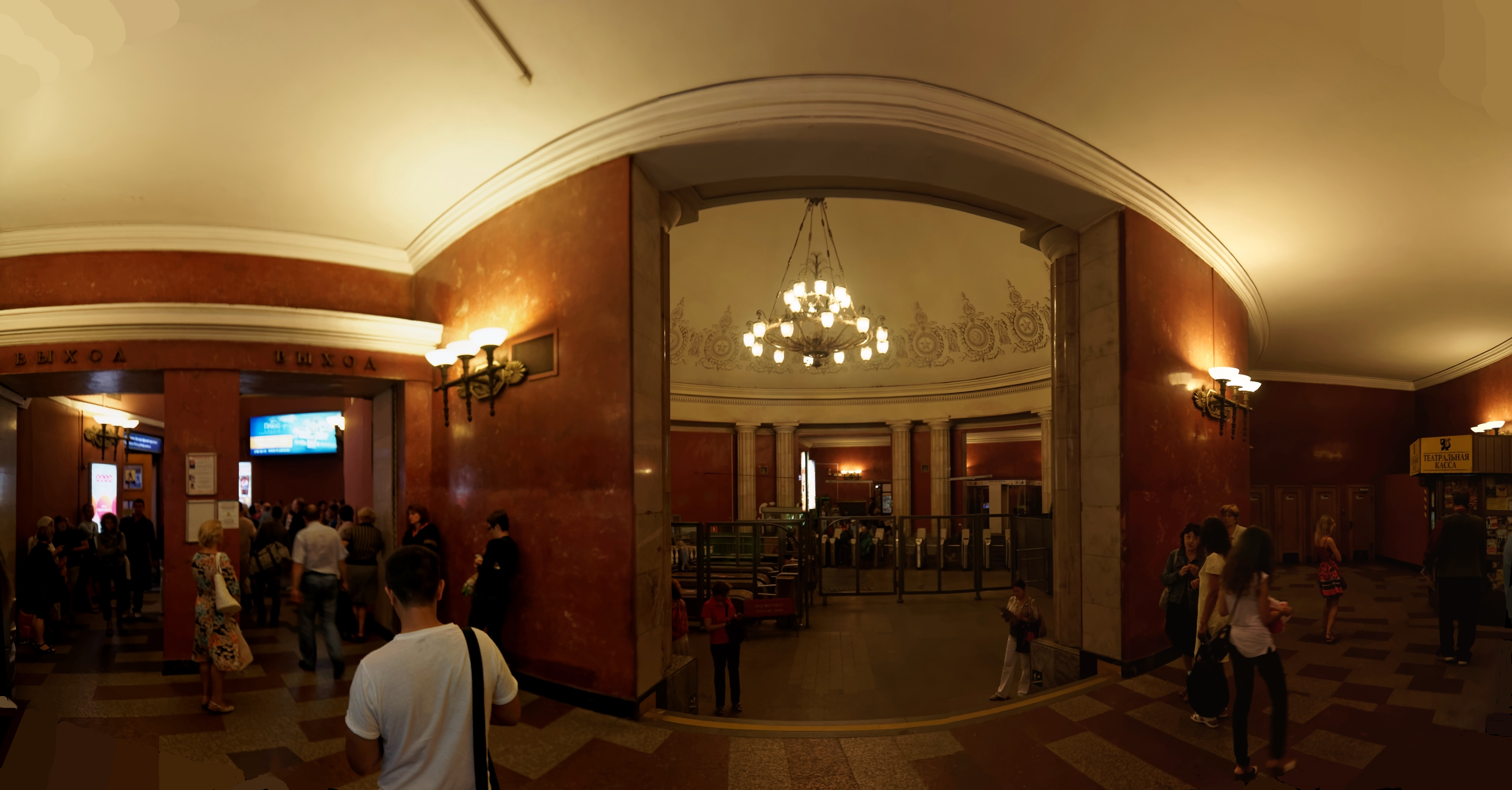
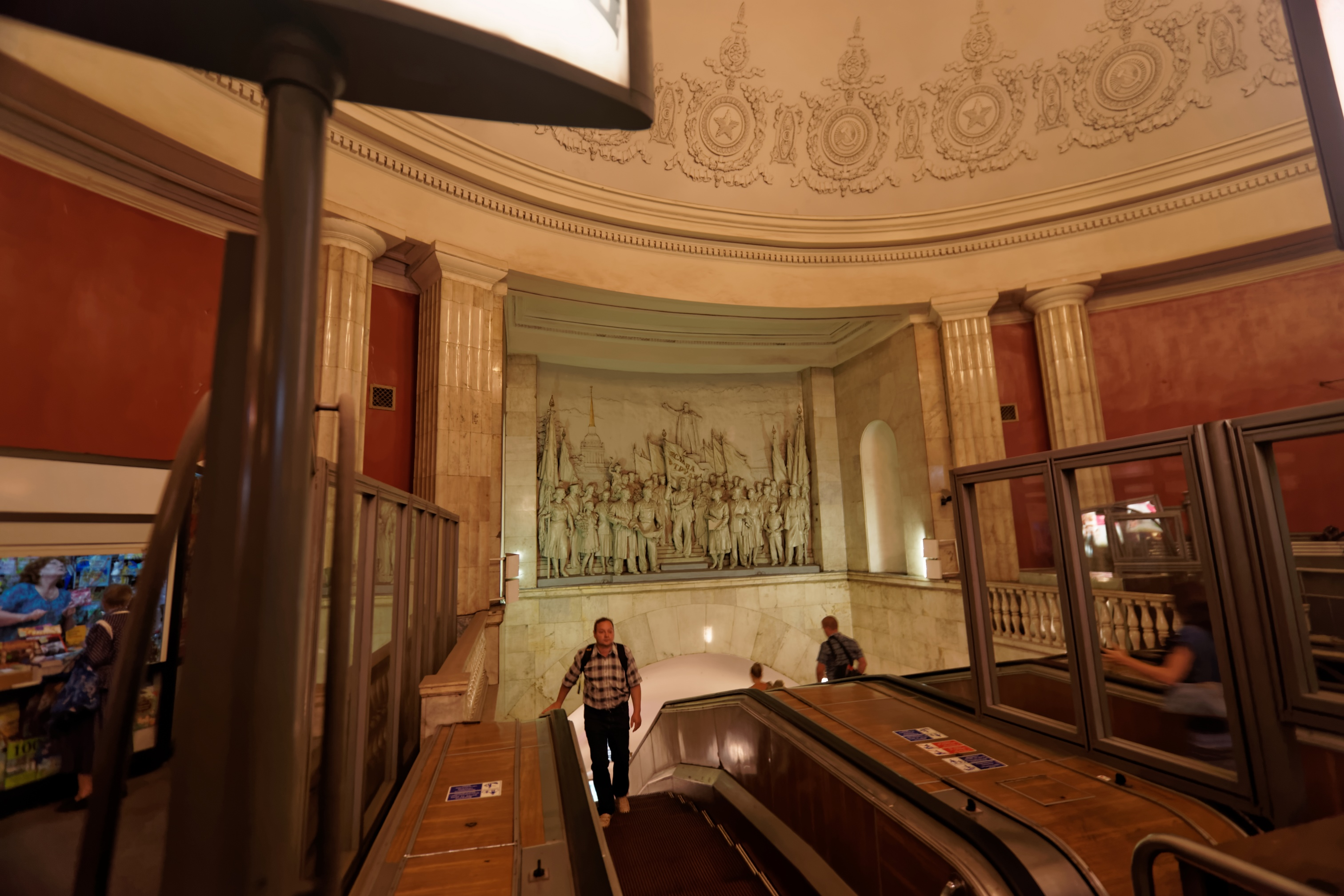

### Desserte
Narvskaïa est desservie par les rames de la ligne 1 du métro de Saint-Pétersbourg.

Installations
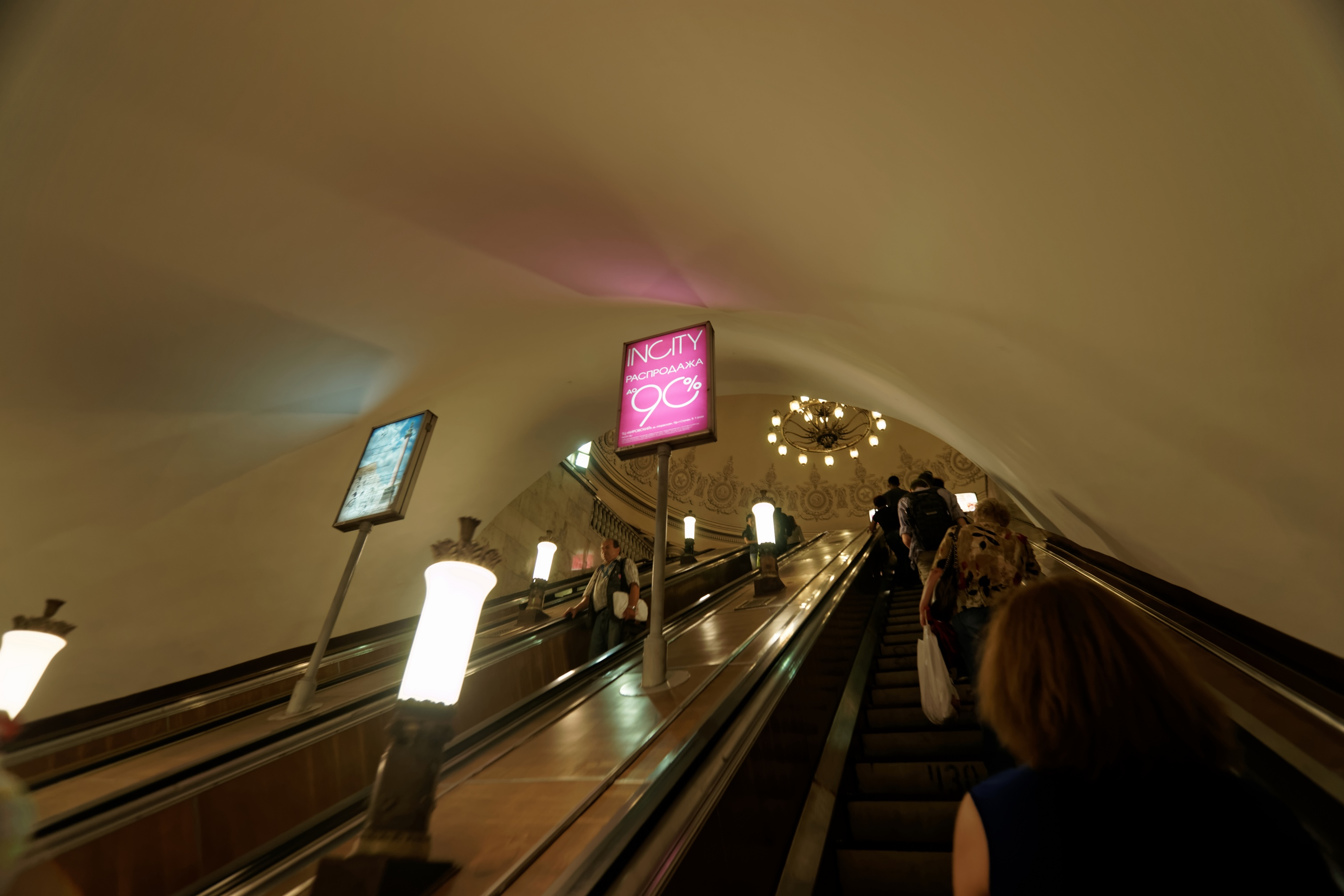
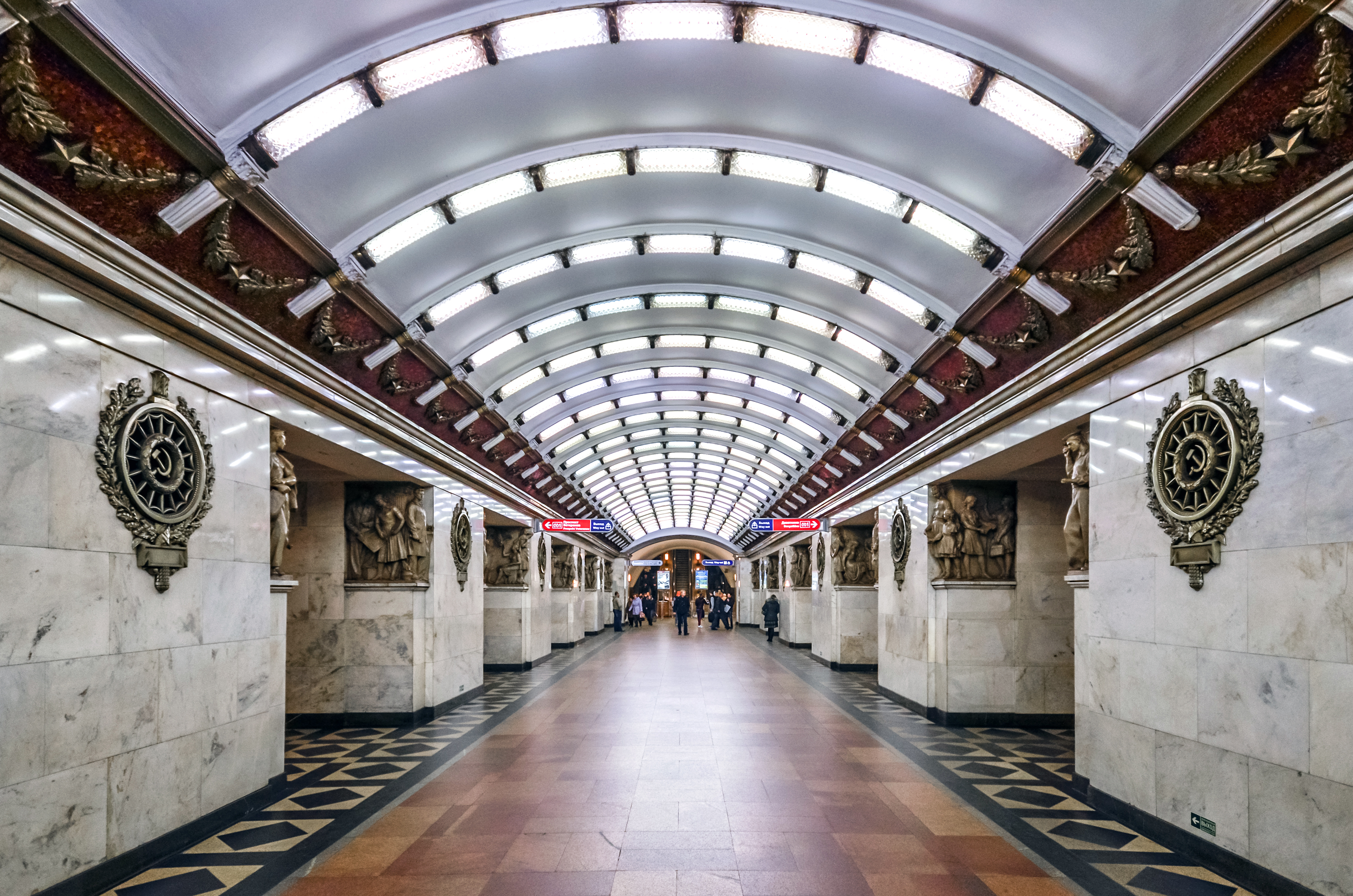
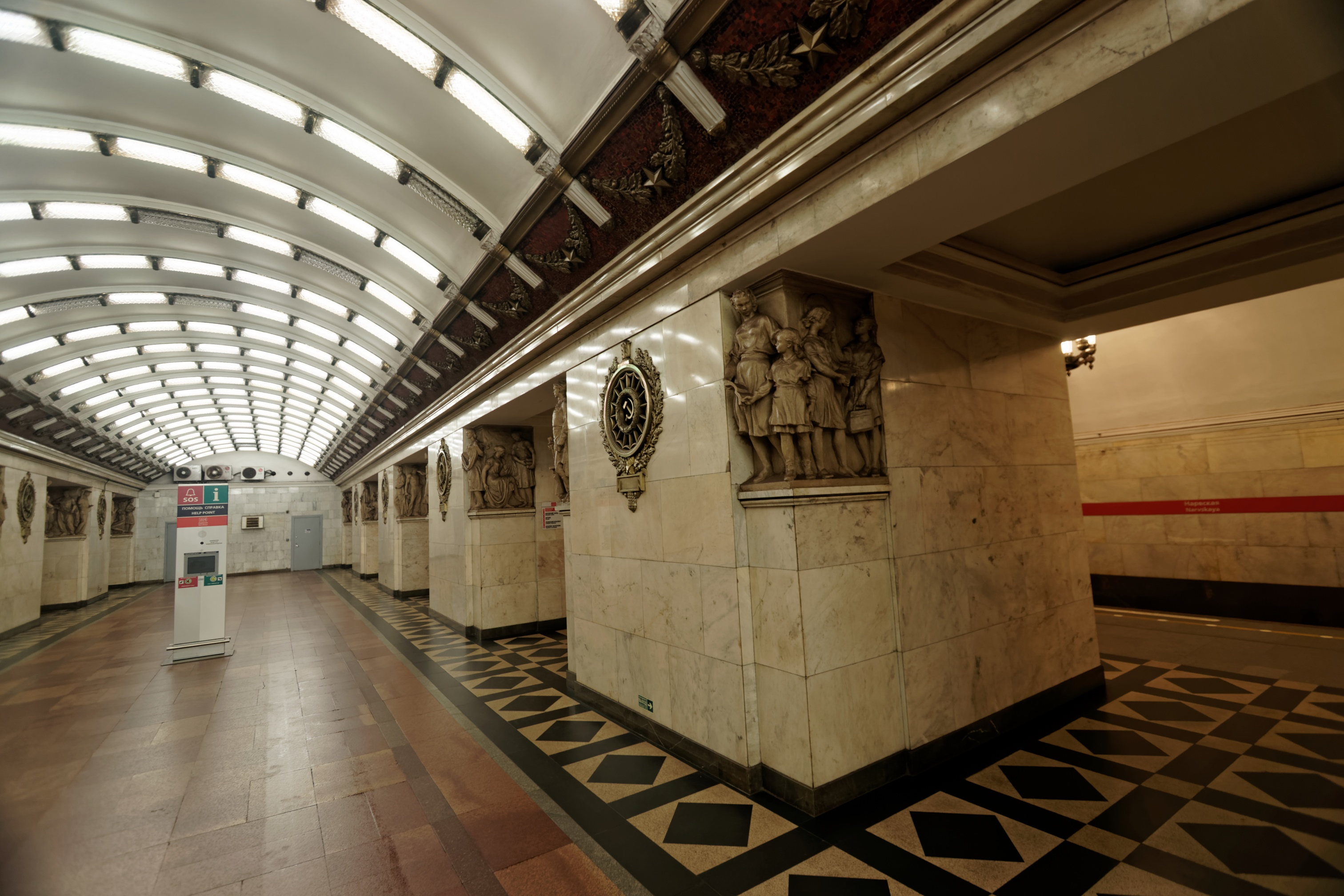

### Intermodalité
À proximité : une station du tramway de Saint-Pétersbourg est desservie par la ligne 16 ; un arrêt des trolleybus de Saint-Pétersbourg est desservie par la ligne 20 ; et des arrêts de bus sont desservis par plusieurs lignes.

## Patrimoine ferroviaire
La station est inscrite comme patrimoine culturel d'importance régionale le 15 décembre 2011.

Détails décoratifs
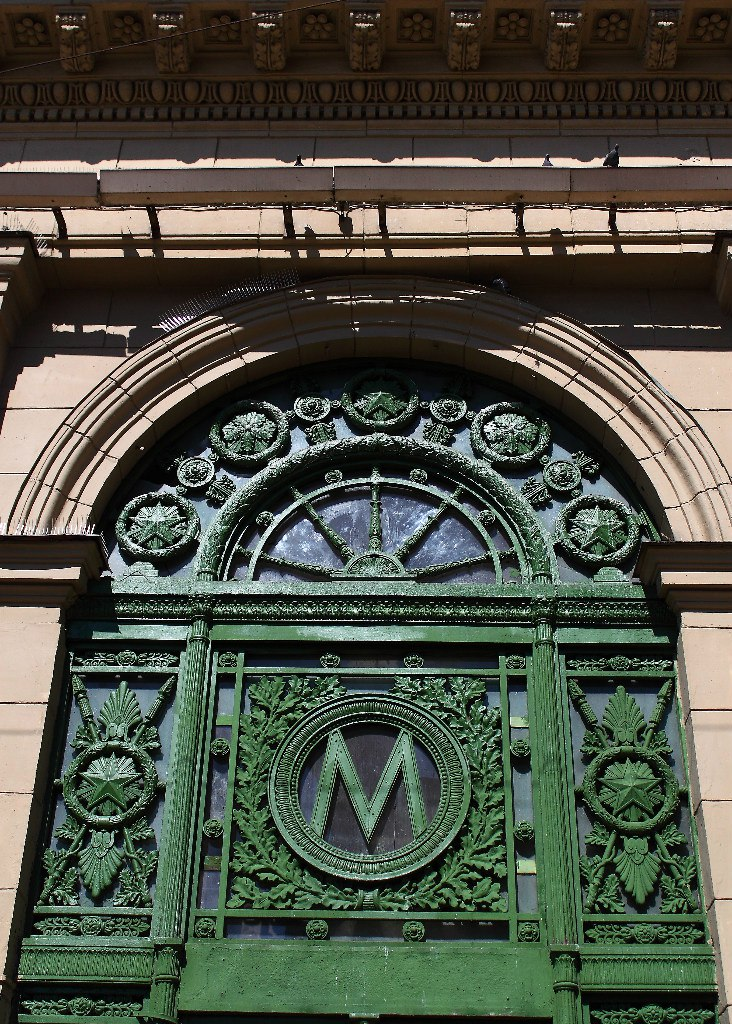
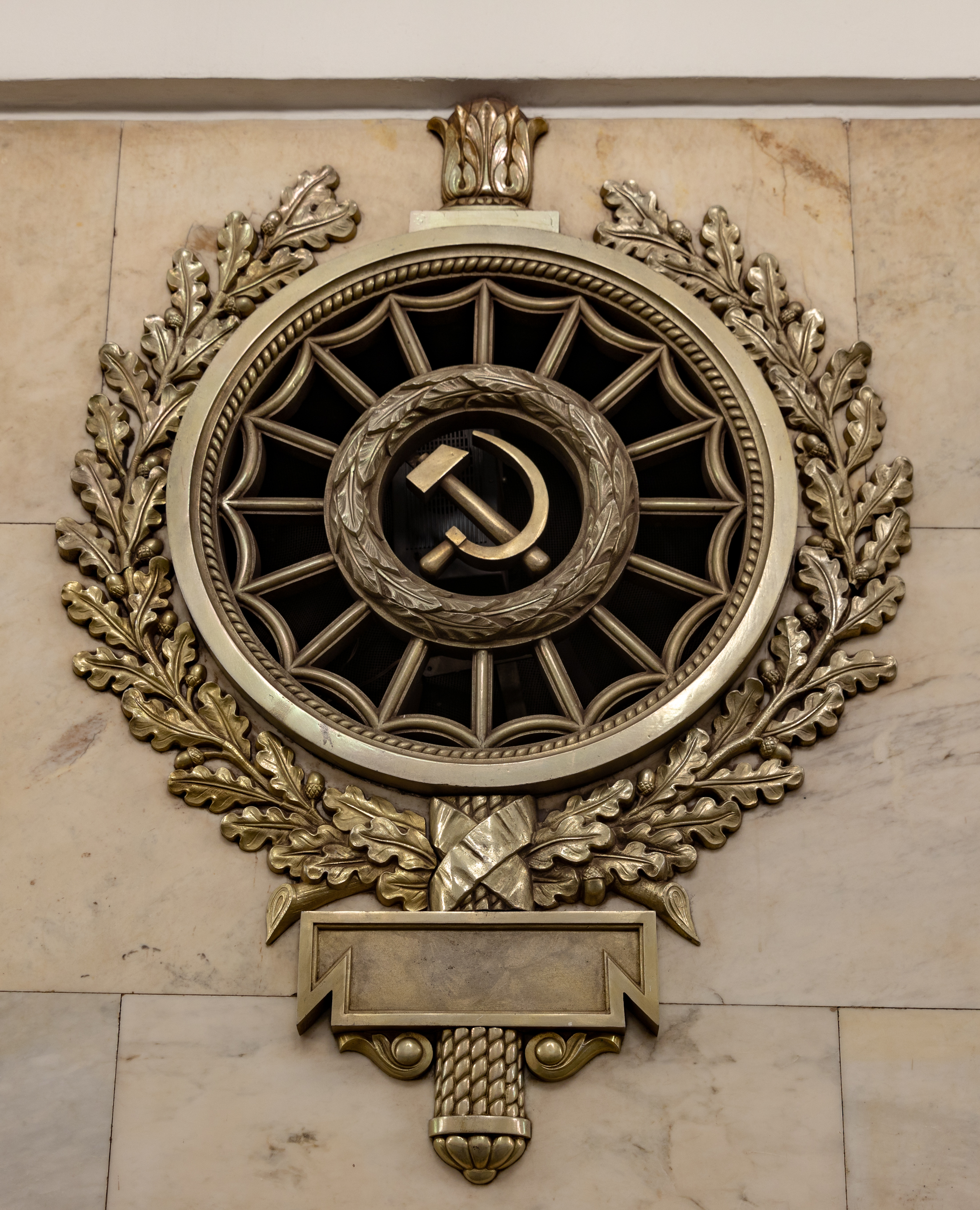
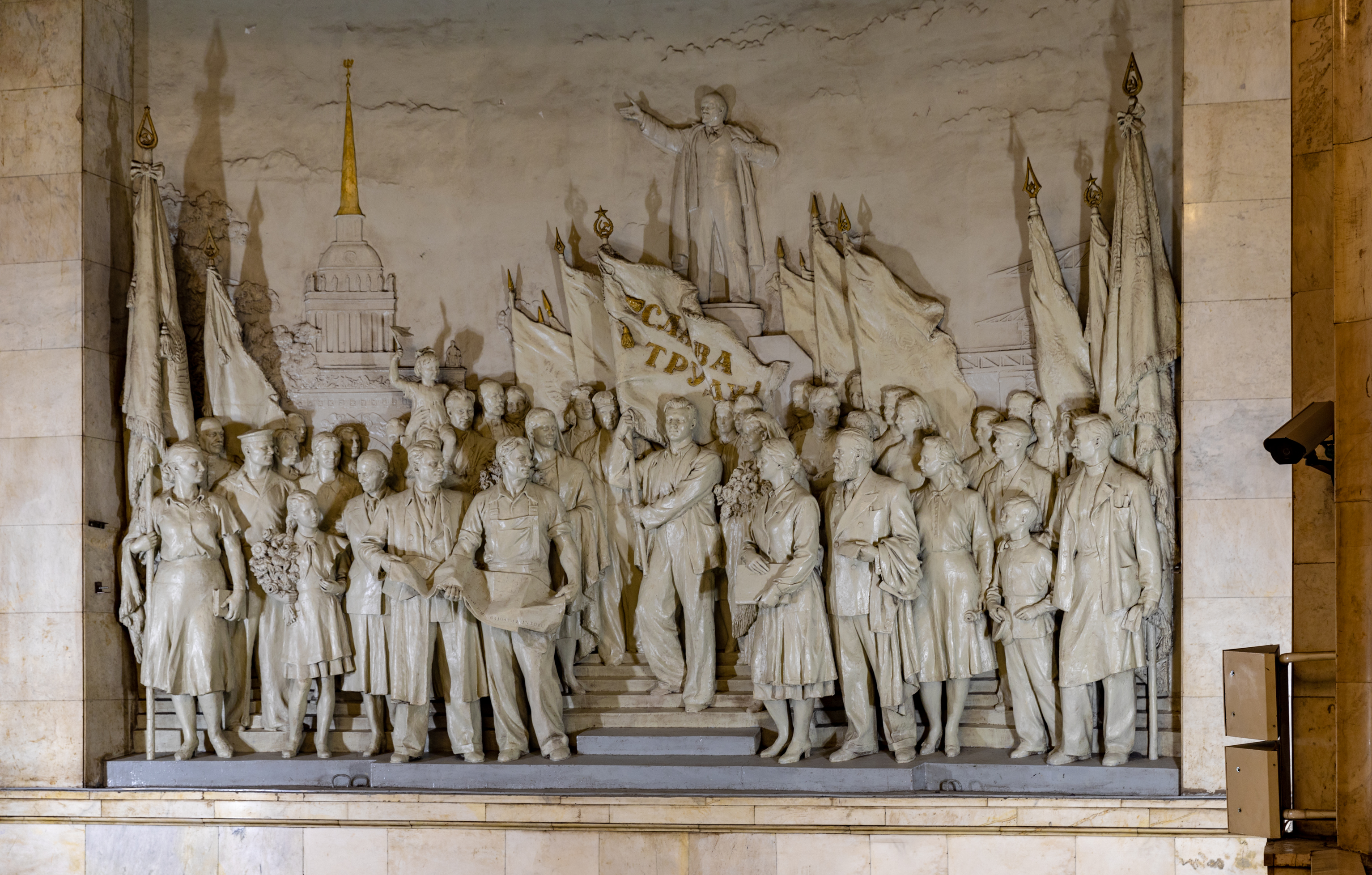
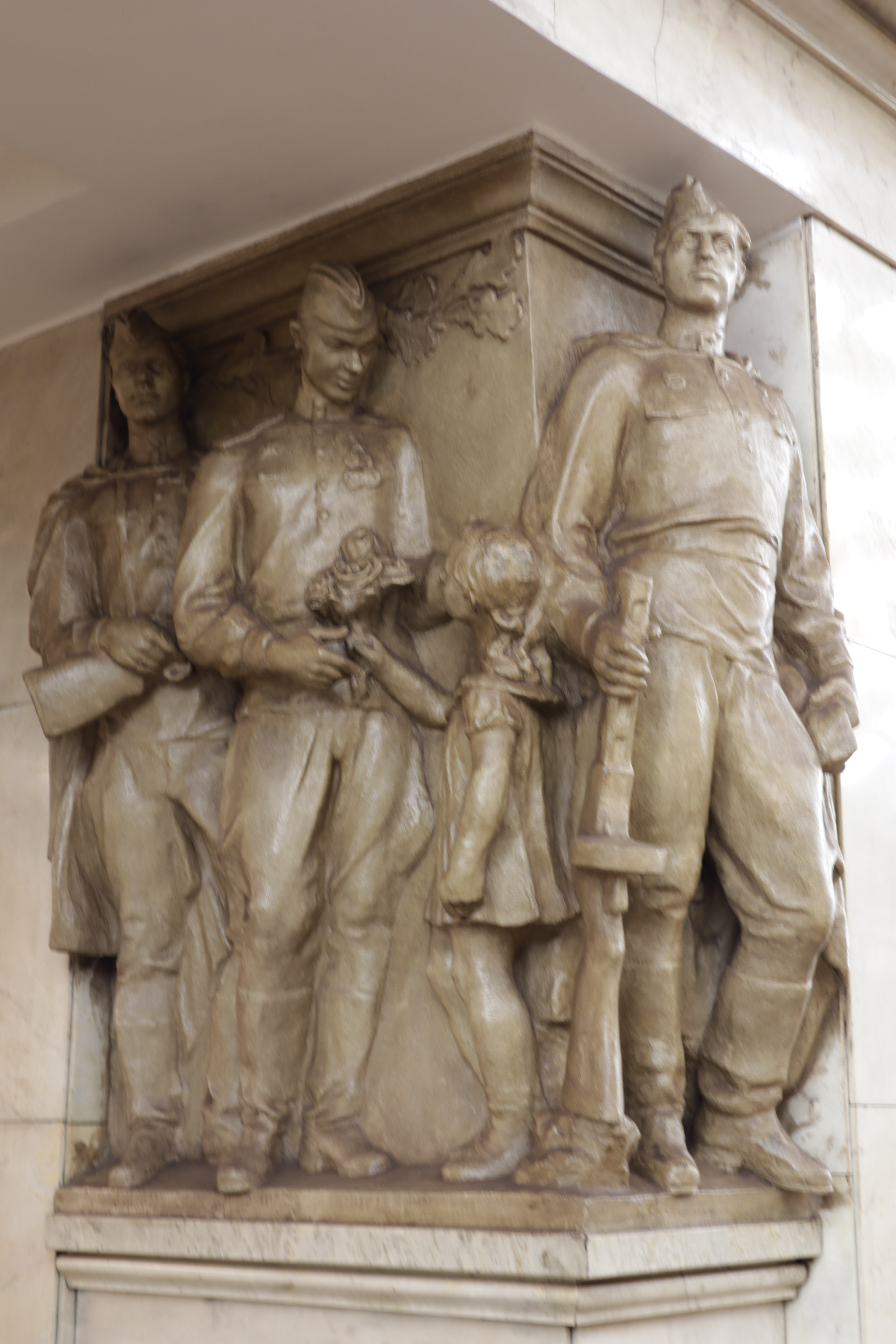